# 2055 Dvorak
2055 Dvorak је Марсов тројански астероид са средњом удаљеношћу од Сунца која износи 2,311 астрономских јединица (АЈ).
Апсолутна магнитуда астероида је 13,5.